# 혼조 미사코
혼조 미사코 (本城未沙子, ほんじょう みさこ, 1965년 4월 5일 -)는 일본의 가수이다. 도쿄도 세타가야구 출신.

## 인물
1982년 成城学園高等学校 재학중이던 17세때 테이치쿠 엔터를 통해 앨범 데뷔를 했다. 1집 마녀전설은 LOUDNESS가 연주해주었고 리더 타카사키 아키라가 프로듀스했다. 데뷔시점부터 헤비메탈 퀸의 이미지로 화제를 모았고 1집의 카피는 Virgin Devil Princess. 시부야의 공연장 에피쿠로스(渋谷エピキュラス)에서 데뷔공연을 했고 X-Ray와 라우드니스 멤버들이 참여했다.
1984년에는 「GRAND METAL」-5th Japan Heavy Metal Fantasy-에 참여했으며 연주는 브롱크스(ブロンクス)가 도와주었다. 데뷔후 3년 사이에 8매의 앨범을 발매했다.
1985년부터 음악활동에서 멀어져 TV프로그램의 사회를 맡거나 록 뮤지컬 「MONKY」(奈良橋陽子) 등에 출연했다.
1988년에 잠시 음악활동을 재개했으나 큰 호응은 받지 못했다.
2005년 허브 전문가가 되기 위해 학원을 다니고 강사 자격을 땄다. 2014년에는 건강관리사 지도원 자격도 받았다.
2012년 초기 마녀전설 3부작을 재발매해고 2014년에 오리지널 라이브와 트리뷰트 라이브도 진행했다. 이후 2017년까지 연 2-3회 이상 공연을 계속했다. 
A형, 171cm이고 프로듀서 長戸大幸는 어머니쪽 친척이다. 좌우명은 "Born To Bloom". 즐겁게 살자는 주의로 음악, 패션, 미용, 건강 등을 잘 관리하여 기분좋은 자신이 되자는 생각을 주변에 전하며 살고있다. 애견쪽에도 관심가지고 활동중이다.

## 음반
- 魔女伝説〜Messiah's Blessing（1982年10月21日）
- 13TH（1983年3月21日）
- THE CRUISER〜幻想の侵略者〜（1983年7月21日）
- TRIGGER（1984年1月21日）
- TRAMPLING DOWN〜麗華〜（1984年7月21日）
- DREAMER（1984年11月21日）
- 魔女から妖精に（1985年）
- FORESIGHT（1985年8月5日）
- VISUALIZE（1989年3月5日）
- VISUALIZE II（1990年2月5日）
- Shall We Dance?（1990年12月21日）
- 本城未沙子〜魔女伝説・三部作・完全盤〜（2002年8月21日）
- 本城未沙子1984-1990 TWIN VERY BEST COLLECTION（2003年7月24日）
- 魔女伝説、13TH、THE CRUISERの三部作をリマスター再発売（2012年）
- VISUALIZE "COMPLETE EDITION"、「VISUALIZE」「VISUALIZEII」２枚を復刻（2014年10月22日）
- 1984-1985 COMPLETE BEST、テイチク在籍時の「TRIGGER」「TRAMPLING DOWN」「DREAMER」「FORESIGHT」の4枚を2枚組のベストとして編成（2015年2月18日）